# Paperino e la leggenda dello Scozzese Volante
Il fatto è che, si creda o non si creda, piovono sardine, ben vive e guizzanti, in quantità tale da ricoprire fittamente il terreno per qualche centinaio di metri tutt'intorno!
Studiosi di ogni paese si arrovellano da tempo per trovare la chiave dell'enigma!
Ma la "pioggia" è una vera manna per i molti poveri del posto... il 3 maggio è per loro la più grande festa!"»
(Prologo della storia)
Paperino e la leggenda dello Scozzese Volante è una storia a fumetti disegnata da Romano Scarpa e passata a china da Luciano Gatto. Fu pubblicata in due puntate il 10 e 25 novembre 1957 sul settimanale Topolino nei numeri 174 e 175.
La storia è una delle più amate e famose di Scarpa che centra l'essenza della disneyanità con una dissacrante parodia dell'animalismo. È stata ristampata innumerevoli volte dalla Mondadori (e successivamente dalla The Walt Disney Company) nelle varie raccolte di storie a fumetti dei personaggi di Walt Disney. Fu anche tradotta in inglese con il titolo Uncle Scrooge: The Flying Scot.

## La storia
Da un po' di tempo Paperone si sente depresso. Così si mette alla ricerca tra i negozi di Paperopoli di qualcosa che lo distragga per passare il tempo. Entrando nell'emporio più economico egli trova qualcosa che potrebbe interessargli, ma quando ode il costo rimane scioccato dal prezzo troppo elevato.
Così corre ad una cabina telefonica e chiama il direttore della sua banca per sapere se può contare sul loro supporto finanziario, poi chiama il direttore della sua miniera di uranio per sapere se le estrazioni procedono senza problemi, infine contatta il suo consulente finanziario per avere un quadro generale sullo stato di salute delle sue imprese. E così, confortato dalle notizie ricevute, decide di essere in grado di affrontare l'esorbitante spesa.
Si reca al negozio e paga i 10 dollari (ai giorni nostri circa 50 dollari) per un piccolo e bizzarro uccellino di razza kaibì (razza di fantasia inventata dallo stesso Romano Scarpa). I kaibì sono molto delicati e si nutrono soltanto di sardine freschissime, mezza ogni settimana.
Nei giorni successivi Paperone riacquista il buon umore grazie al canto del kaibì, ed è anche felice dei bassissimi costi necessari per il sostentamento della bestiola. Paperino, passando per caso dal deposito, lo sente cinguettare insieme al suo nuovo uccellino e chiede chiarimenti. Paperone allora gli spiega di aver acquistato sei giorni prima un kaibì, quindi, accorgendosi che una settimana era quasi passata, decide di non perder tempo e di andare insieme al nipote a cercare il pasto per il suo uccellino. Giunti al mercato, dal pescivendolo, egli compra metà dell'ultima sardina rimasta in vendita. Il pennuto, però rifiuta misteriosamente il cibo.
Allora telefonano al venditore, il quale li informa che il pennuto accetta solo sardine tagliate longitudinalmente. Paperone se ne era andato troppo in fretta senza lasciar tempo al venditore di spiegarglielo. Ritornati al mercato per rimediare con un'altra sardina, si accorgono che tutti i pescivendoli hanno terminato le sardine, perfino negli altri mercati di Paperopoli non ce ne sono più.
Improvvisamente Paperino vede un gatto con in bocca una sardina. I due paperi partono alla carica ed il gatto fugge spaventato. Paperone offre una taglia di un dollaro a chiunque riesca a catturargli il gatto con la sardina, questo scatena un furibondo inseguimento al gatto a cui partecipano decine di persone e che mette in subbuglio mezza Paperopoli. Alla fine il gatto viene catturato da un energumeno ma della sardina non rimane che la lisca. Paperone si rifiuta di pagare la taglia a causa delle pessime condizioni della sardina. E così rimediano anche qualche percossa e ritornano mesti al deposito: Paperone con la tuba sfondata e Paperino con un occhio nero.
Giunto al deposito Paperone dirama un comunicato a tutti i suoi agenti commerciali: devono cercare immediatamente e senza tregua, in ogni più remoto angolo degli stati costieri americani, una mezza sardina fresca!
Scatta così la più affannosa caccia alla sardina che la storia commerciale degli Stati Uniti d'America ricordi. Nelle riserve indiane, in Alaska, a New York, nelle coste virginiane. Gli elicotteri di Paperone danno perfino la caccia ad un gabbiano con una sardina in bocca, ma questo riesce a far perdere le sue tracce nascondendosi in uno stormo di suoi simili.
Le ore passano senza nessun esito positivo, e poiché il tempo passa minacciando sempre più il kaibì, Paperone convoca urgentemente i suoi nipoti per elaborare insieme una strategia per risolvere il “problema sardina”. I nipotini Qui, Quo, Qua suggeriscono di utilizzare una sardina in scatola, anche se è solo fresca di freezer!. Paperone sa bene che con “sardina fresca” il venditore intendeva “appena pescata” ma decide di provare ugualmente. Il kaibì ne rimane disgustato alla sola vista.
Ma Paperino è convinto che il kaibì sia solo viziato e convince Paperone a partecipare ad una messa in scena per far credere all'uccellino che la sardina sottolio sia in realtà una sardina appena pescata. Egli si traveste da pescatore ed entra nella stanza urlando «Pesce fresco!» come se fosse al mercato. Inoltre, per rendere la scena più realistica, i nipotini danno una scarica elettrica al pesciolino in modo che guizzando dia l'illusione di essere ancora vivo. L'uccellino sembra cascarci ed aguzza lo sguardo verso l'agognato pasto. Paperone finge di comprare la sardina da Paperino e la prepara per l'uccellino tagliandola longitudinalmente a metà, ma non appena il kaibì la assaggia, strabuzza gli occhi e gliela sputa in faccia.
I nipotini allora suggeriscono a Paperone di contattare la “Sardin sott'oil company” di Bisonzo City, la più grande fabbrica di sardine sott'olio al mondo, nonché la stessa che ha inscatolato la sardina offerta dai paperi al kaibì. In quel momento in azienda si sta tenendo il consiglio di amministrazione, il consigliere delegato espone agli altri dirigenti il catastrofico bilancio della fabbrica, raggiunto a causa delle difficoltà incontrate nella pesca delle sardine dalla loro flotta di pescherecci.
Proprio mentre in sala tutti si abbandonavano alla disperazione giunge la telefonata di Paperone con la richiesta di una mezza sardina. Il consigliere decide di tentare e chiede per la mezza sardina 785.047.232$, ossia l'intero ammontare del passivo dell'azienda. A Paperone prende un accidente, ma appena si riprende reagisce all'offesa subita comprando tutta la fabbrica.
Nella sala del consiglio si scatena un grande giubilo alla notizia dell'acquisto della fabbrica da parte del papero più ricco del mondo. Tutta la fabbrica si appresta ad accogliere in grande stile il nuovo proprietario. I paperi partono per Bisonzo, che si trova ad appena 30 km da Paperopoli, utilizzando la limousine di Paperone. Arrivati alla fabbrica trovano un striscione di benvenuto all'ingresso e una banda che suona festosa; inoltre, a nome dei dirigenti e di tutto il personale, gli viene conferita la simbolica chiave della fabbrica. Un chiave a forma di apriscatole!
Paperone, seccato, pone fine alle feste e domanda la sua mezza sardina fresca. Con imbarazzo il consigliere delegato lo accompagna verso i magazzini dove è conservata l'unica sardina di tutta la fabbrica, pescata giusto in mattinata, ma il magazziniere, pensando che una sola sardina fosse del tutto inutile, l'aveva appena lessata ed usata per il suo panino. Paperone si infuria ma il consigliere lo rassicura, perché tra due ore sarebbe giunta in porto una flottiglia di pescherecci con buone speranze che, almeno questa volta, abbiano pescato qualche cosa.
E così, aspettando l'arrivo della flottiglia sul molo, Paperone arma i suoi nipoti di canna da pesca, nonostante Qui, Quo, Qua facciano notare allo zio che le sardine non possono essere pescate con la lenza, nella speranza che qualcuna abbocchi per sbaglio! Giunta la flotta al porto Paperone corre festoso verso uno dei pescherecci con un canestro, desideroso di riempirlo di pesce guizzante, ma presto si renderà conto che nessuno dei 57 pescherecci della quinta flottiglia era riuscito a pescare una sola sardina.
Paperone con la testa nascosta dal canestro si ritira mesto chiedendo ai nipotini di essere lasciato solo con il suo dolore. Paperino vuole vederci chiaro ed allora decide di rivolgersi al comandante della nave ammiraglia. Il comandante è depresso, sente che la sua carriera di pescatore di sardine è ormai agli sgoccioli e medita su un possibile futuro da coltivatore di prezzemolo. Interrogato da Paperino e dai nipotini, il comandante sostiene che le sardine hanno cambiato completamente abitudini probabilmente spaventate dalle apparizioni dello scozzese volante. E mostra loro un'immagine surreale di un vascello volante, i paperi si mostrano scettici ma egli rivela loro di che in realtà quell'immagine è una foto scattata 3 mesi prima! Tuttavia, nonostante le coincidenze, è ancora un mistero quale sia il nesso tra la sparizione delle sardine e le apparizioni dello scozzese volante.
Paperino decide allora di organizzare una spedizione per scoprire il vero motivo che ha causato la scomparsa delle sardine dalle abituali rotte di pesca. Anche Paperone, che nel frattempo si stava auto-punendo per espiare il fallimentare acquisto della fabbrica di sardine, decide con entusiasmo di partecipare alla missione per risolvere il mistero.
I cinque paperi si imbarcano sul peschereccio Arzella insieme al Kaibì e salpano verso il mare aperto. Procedendo a casaccio e senza conoscere le vecchie abitudini delle sardine, sperano di essere più fortunati dei pescatori della Sardin sott'oil company. Dopo molti giorni di navigazione, attirati da uno stormo di gabbiani, si imbattono in un banco di sardine ma queste si dileguano immediatamente non appena la rete viene calata in mare. In effetti una sola sardina striminzita rimane impigliata nella rete, ma a causa di una brusca manovra sull'argano che controlla la rete, essa riesce a fuggire lasciando i paperi senza più parole per la scalogna che continua a perseguitarli.
Ma alcune ore più tardi la fortuna bacia improvvisamente i cinque paperi. Un enorme nugolo di spuma si dirige verso il peschereccio, si tratta in realtà di in un enorme banco di sardine in fuga sul pelo dell'acqua. Lo stormo di milioni di sardine travolge l'Arzella e ne riempie tutto il ponte di pesce, rendendo pazzo di gioia il piccolo kaibì. Paperino ripensando alle parole del comandante alza gli occhi al cielo e, con grande stupore, vede un antico vascello con una rete da pesca a strascico appesa sul bompresso volare a venti metri sopra il peschereccio. Paperone con il cannocchiale intravede un corsaro dall'aria bellicosa appoggiato alla balaustra che gli sembra familiare, ma non riesce a riconoscerlo. Infine la nave scompare tra le nuvole.
I paperi sono in navigazione in zone tropicali a dieci giorni di navigazione dal porto di Tegucicalpa, il più prossimo, senza avere a disposizione sistemi per la conservazione del pesce. Pertanto Paperino ed i nipotini decidono di disfarsi del carico in mare dopo aver rifocillato il Kaibì. La decisa opposizione di Paperone costringe i nipoti all'ammutinamento, Paperino rileva il comando del peschereccio e fa imprigionare Paperone nella sua cabina. Inoltre, per far capire a Paperone la bontà del loro gesto, Paperino decide di conservare una sola sardina per mostrargli gli effetti della decomposizione.
La navigazione procede verso Tegucicalpa, in quel porto i paperi sperano di reperire una nuova sardina per l'uccellino di Paperone. Due giorni prima di arrivare in porto Paperino decide di liberare Paperone che rimane sconvolto dall'odore pestifero che si respira sul ponte. Qui, Quo, Qua mostrano a Paperone che la barca è appestata dalla sola sardina rimasta. A questo punto a Paperone non rimane che accettare il fatto compiuto e sbarazzarsi personalmente dell'ultima sardina rimasta gettandola in mare.
Arrivati al porto i paperi si dividono per cercare tra i negozi una sardina in vendita, ma misteriosamente, appena interrogati i commercianti ridono loro in faccia o rimangono stupefatti. Ai paperi pare di capire che in quel giorno, il 3 maggio, ci sia una qualche festa popolare dei canestri, infatti tutta la popolazione corre a radunarsi in un prato sollevando i canestri in aria.
Improvvisamente inizia una pioggia insolita, i cinque paperi non credono ai loro occhi, piovono sardine! A questo punto a Qui, Quo, Qua ricordano di aver letto la notizia della strana pioggia sui giornali. Paperone vede la possibilità di lucrare sul fenomeno, ma i nipoti non sono d'accordo poiché la pesca miracolosa sembra essere il solo mezzo di sostentamento per i poveri del paese.
Deciso a fare comunque chiarezza sul misterioso fenomeno atmosferico, Paperone si mette in contatto con la Fabbrica Aeroplani Paperon de' Paperoni ed in appena 3 ore riceve un pallone aerostatico. I paperi entrano nella cabina e risalgono l'atmosfera in direzione della pioggia di sardine. Ma qualcosa li accoglie a palle di cannone. È il misterioso vascello che li sta prendendo di mira! Con un'abile mossa l'aerostato vira sotto lo scafo permettendo ai paperi di completare la risalita e di andare all'arrembaggio della nave.
L'arrembaggio dura poco, appena risalita la murata e saltati sul ponte, i paperi vengono catturati con una rete da pesca, quindi legati e bendati vengono avviati dal misterioso corsaro verso la passerella, deciso a ricacciarli da dove erano venuti. Giunto ad un passo dal termine della passerella Paperone ricorda dove aveva già visto quel papero: nella galleria dei suoi avi, esso si chiama Pap Mc Paper ed è un antenato diretto di Paperone (un tris-tris-trisavolo).
Sentendo urlare il proprio nome il corsaro rimane stupefatto e domanda spiegazioni a Paperone.
Fatte le dovute presentazioni, i paperi sorreggono il corsaro fiaccato da secoli di navigazione e si riuniscono negli alloggi dello scozzese volante, qui egli racconta la sua storia ormai divenuta leggenda.
Proveniente dalle isole britanniche, l'equipaggio del vascello all'aprile del 1666 aveva già alle spalle trent'anni di dominio incontrastato sul Mare Caraibico, razziando dai villaggi costieri, senza alcuna pietà, il frutto del lavoro dei poveri pescatori. Le sardine, di cui Pap Mc Paper era favolosamente ghiotto, erano il suo bottino preferito! Il 3 maggio 1666 penetrarono nell'entroterra di Tegucicalpa, risoluti ad operare un ingente saccheggio. Fu la più grande razzia che mai avessero compiuto in tanti anni di onesta pirateria. Con rimorso il corsaro ammise che tolse le sardine di bocca addirittura a vecchi e bambini! E così i pirati tornarono a bordo festosi, perché grazie alla vendita del carico si sarebbero molto arricchiti e, cosa più importante, avrebbero fatto un figurone di fronte ai corsari rivali!
Sennonché, dopo aver preso il largo, il vento cessò e restarono bloccati. Ma la cosa non sarebbe stata tanto catastrofica se, presi dall'entusiasmo, non avessero scordato di procurarsi il sale, indispensabile per la conservazione delle sardine. Tutto il carico rischiava di andare a male se il vascello non avesse ripreso la navigazione al più presto! Comunque, marcite o ben conservate, Pap Mc Paper era deciso di condurle in porto per non compromettere la sua fama di grande razziatore. Ma il vento non si levava ed essi restarono immobili come se fossero ancorati. A partire dal terzo giorno la decomposizione delle sardine diede i primi effetti.
Al sesto giorno la ciurma semi-asfissiata ed insofferente chiese inutilmente al papero corsaro di gettare in mare l'intero carico, mandandolo su tutte le furie. Una coincidenza con le vicende da poco vissute dai cinque paperi che Paperone non mancò di rinfacciare a Paperino. Nonostante gli insulti e le provocazioni, la ciurma preferì montare sulle scialuppe ed abbandonare al suo destino il loro comandante, che decise di resistere fino al ritorno del vento. Le esalazioni sempre più asfissianti lo costrinsero a rifugiarsi sulla coffa di maestra. Sebbene i giorni passassero il vento non accennava ad alzarsi, e Pap Mc Paper capii che il destino di certo lo stava punendo per le sue malefatte!
Fu allora che in cima all'albero maestro fece la solenne promessa! Come penitenza dei trent'anni di depredazioni, se si fosse salvato si sarebbe impegnato per 300 anni a pescare sardine per offrirle in dono ai poveri di Tegucicalpa. A quel punto le esalazioni lo fecero svenire, fino a quando non fu svegliato dagli scricchiolii degli alberi che si flettevano sotto un forte vento di maestro! Quindi si salvò, e poiché gli scozzesi sono uomini duri, ma di parola, non ci si deve meravigliare se egli si trova ancora nei cieli di Tegucicalpa, ed in navigazione per i sette mari, per mantenere la parola data!
Così da 291 anni Pap Mc Paper vaga per gli oceani pescando le sardine che poi riversa su Tegucicalpa, nonostante il passare dei secoli lo abbia fiaccato. La vista del parente sfinito tocca il cuore di Paperone che finge di operare un accordo commerciale con il corsaro: lui si offre di pensare alle forniture di pesce ogni 3 maggio, per i prossimi 9 anni mancanti al compimento della promessa, a patto che lui la smetta di spaventare le sardine.
La proposta viene accettata con entusiasmo dall'antico corsaro ben lieto di fare un favore al suo pro-pro-ecc...pronipote. In questo modo, il pirata viene liberato dal suo impegno, mentre Paperone può riprendere il commercio di sardine, non più minacciato dalla pesca indiscriminata del vascello fantasma. Inoltre il corsaro si offre di portare i suoi discendenti a casa ed essi decidono di coprire i 3000 km che li separano da Paperopoli a bordo della nave volante.
Durante il viaggio a Qui, Quo, Qua è rimasta ancora la curiosità di come faccia il vascello a volare: Pap Mc Paper racconta che verso il 1720 si accorse che la nave tendeva a sollevarsi sull'acqua. Il legno con il passare degli anni si era così corroso, svuotato ed alleggerito che uno spiffero era sufficiente per fargli prendere quota. Così, dopo il più sensazionale viaggio che i paperi avessero mai sognato di fare, il vascello atterra all'aeroporto di Paperopoli. Tra lo stupore generale degli addetti aeroportuali i paperi scendono i gradini della scaletta appoggiata, invece che ad un aeroplano, ad un antico vascello corsaro!
I paperi salutano con commozione Pap Mc Paper mentre si allontana dall'aeroporto scomparendo tra le nuvole, solo ora Paperino ed i nipoti capiscono le reali intenzioni di Paperone. Egli è riuscito finalmente a mettere a riposo e a dare pace al vecchio corsaro, senza per questo umiliarlo.

## I fatti reali
La storia non è in realtà completamente frutto della fantasia di Scarpa ma è tratta da eventi realmente accaduti.
Il fenomeno della pioggia dei pesci avviene realmente ogni anno all'inizio della stagione delle piogge, nel periodo maggio-giugno, nella pianura del "Pantano" a nordest del monte "El Mal Nombre" vicino alla città di Yoro che si trova a 75 km a nord di Tegucigalpa, capitale dell'Honduras, e, a differenza di quanto raccontato nella storia, è impossibile da raggiungere via mare essendo situata nell'entroterra. L'evento, probabilmente causato da una tromba marina proveniente dalla costa atlantica, viene festeggiato ogni anno a Yoro con il "Festival de la Lluvia de Peces".
Scarpa ha sicuramente avuto l'idea per questa storia leggendo della pioggia dei pesci da un giornale o da una rivista, e la unì alla parodia della leggenda dell'olandese volante.

## Le tavole originali
Scarpa intentò (e perse) una causa alla Mondadori per recuperare le tavole originali della storia. Attualmente si ritiene che le tavole siano andate distrutte. Esse erano infatti custodite nello stesso deposito in cui si trovava la documentazione relativa alla rete televisiva Rete 4, in seguito alla cessione di questa rete da parte della Mondadori; le tavole vennero mandate al macero insieme a tali documenti. Stessa sorte subirono le tavole della storia Topolino e l'unghia di Kalì.